# Mua'ausa Walter
Mua'ausa Walter, född 15 december 1961, är en samoansk bågskytt. Han deltog vid olympiska sommarspelen 2008.